# Ariégois
Ariégois je vzácné plemeno psa domácího pocházející z Francie. Jde o velmi elegantní lovecké plemeno, které je mimo Francii velmi vzácné. 

## Historie
Tento pes, pocházející z Ariege, je produktem křížení místního regionálního honiče s plemenem čistokrevným, patrně gaskoňským nebo gaskoňsko-saintongeoiským honičem. Vzhledově si zachoval čistokrevnost pravého Ariegoise, avšak není tak čistý, celkově je menší a lehčí. Plemeno bylo oficiálně uznáno v roce 1912. Nehodí se do rodiny s malými dětmi, díky jeho výraznému loveckému pudu, ač má milou a přátelskou povahu. Celosvětově vzácné plemeno má silný lovecký pud, je typicky smečkovým psem, který rád štěká a vyje. V České republice se nechová.

## Vzhled a využití
Jde o hladkosrstého honiče s elegantní a svalnatou stavbou těla. Uši má nízko nasazené, velmi dlouhé a rovné. Barva srsti je bílá s černými znaky či stříkáním. Využívá se především pro pěší lov se střelnou zbraní. Jeho lehkost a odvážnost z něj dělá výborného pomocníka jak pro práci ve smečce, tak samostatně, je schopný prozkoumávat i velmi obtížný terén. Je určen především k lovu zajíců, srnčí nebo černé zvěře.

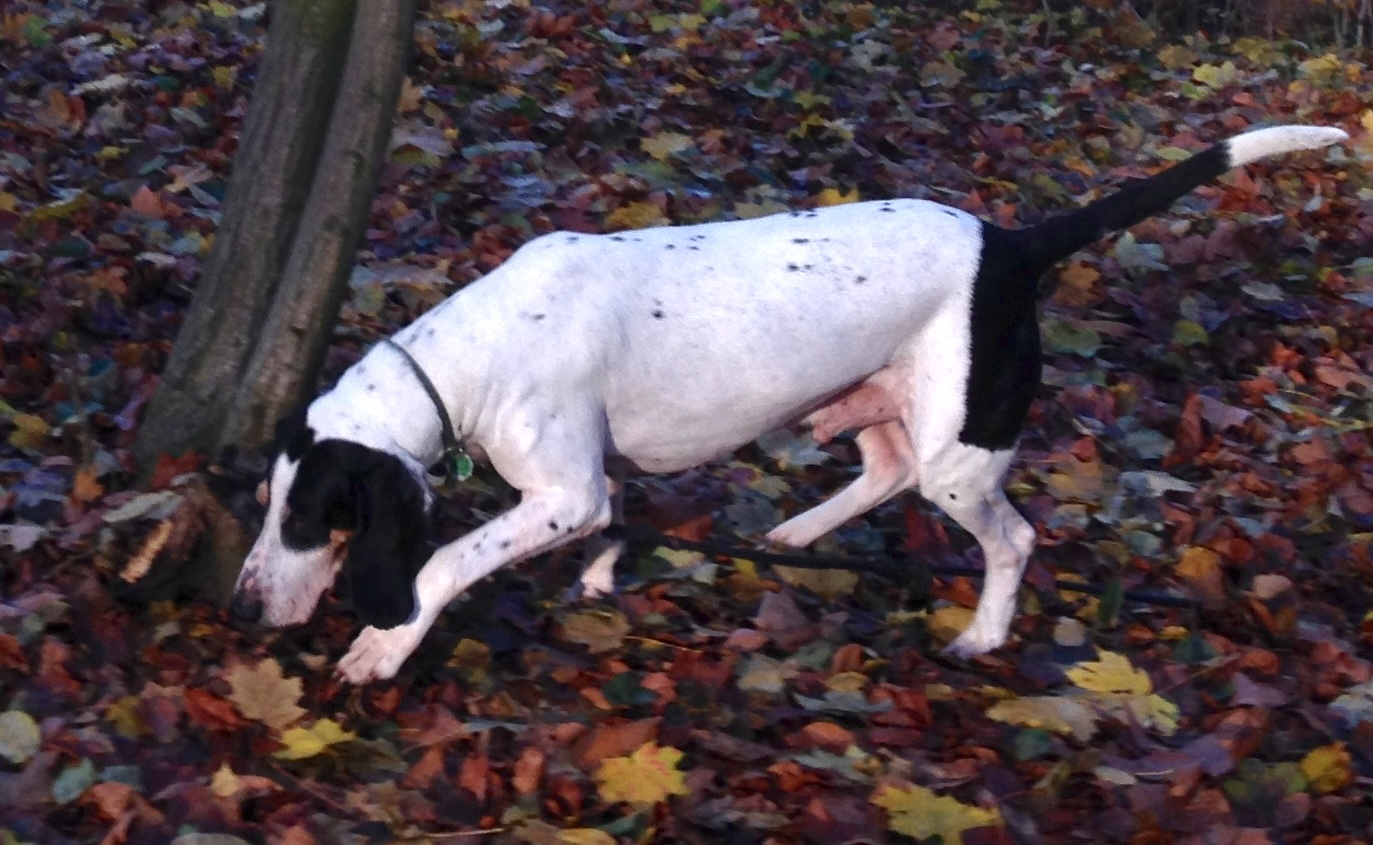
Ariégeois při lovu

## FCI
Dle Mezinárodní kynologické federace je Ariégois zařazen do skupiny VI. – Honiči a barváři, sekce 1 – honiči, podsekce 1 – velcí honiči.